# Georg éditeur
 (décembre 2022).
Georg éditeur est une maison d'édition suisse créée en 1857.

## Histoire
En 1857, Henri Georg-Neukirch, un libraire bâlois, ouvre une succursale à la Corraterie à Genève et y adjoint un département éditorial spécialement destiné à la production de livres universitaires.
À partir de 1874, elle prend le titre honorifique de « Librairie de l’Université ». Parallèlement à son activité de libraire, Georg se forgera au fil du temps une solide réputation d’éditeur universitaire[réf. nécessaire].
Principalement orientée vers les sciences humaines, la production sera d’abord modeste avec une dizaine de publications dans l’année. Ce n’est qu’au cours des années 1890, après la fermeture de la librairie, que le nombre de titres édités annuellement grossira pour avoisiner la quarantaine. Incontestable figure de proue des 1500 titres inscrits au catalogue, la publication des traductions francophones des écrits de Carl-Gustav Jung témoigne de la tradition éditoriale de cette entreprise.
Georg éditeur a publié au cours du XXe siècle une partie de la pensée académique genevoise, de Jeanne Hersch à Jean-Jacques Langendorf.

## Collections thématiques
- Histoire, société (dont les collections « L’Équinoxe », « Demain j’arrête… », « Europe »)
- Sciences humaines face aux évolutions biotechnologiques
- Droit et philosophie
- Psychologie (dont la collection « Études jungiennes »)
- Écologie et développement durable (dont la collection « Sebes »)
- Genève et la Suisse (problématiques locales ou nationales)
- Politique (problématiques internationales)

En 2022, les éditions Georg lancent la collection « Kraft », publiant de court essais à prix modique (inspirée de la collection « Tracts » de Gallimard).

## Auteurs publiés
- Christian Campiche
- Jan Marejko
- Xavier Comtesse, La Référence Vidéotex, 1991 ; Santé 4.0 : le tsunami du numérique, 2017
- Mark Hunyadi
- Michel Porret
- Pierre Fresnault-Deruelle
- Martin Rueff
- Georges Benrekassa
- Daniel Roche
- Jean-François Staszak